# Johann Anton von Vogel
Johann Anton von Vogel (* 18. August 1743 in Günzburg, Vorderösterreich; † 17. März 1800 in Wien) war ein österreichischer Staatsbeamter.

## Leben
Johann Anton Nepomuk, Edler von Vogel, war ein Sohn des Juristen und Staatsbeamten Johann Nicolaus von Vogel (1686–1760). Er studierte Jura an der Universität Wien und trat dann wie sein Vater in den österreichischen Staatsdienst ein. Seine erste Anstellung erhielt er im Auditoriat. Bald zum Regimentsauditor ernannt, trat er später in die Privatdienste des Staatsministers Graf Blümegen über, auf dessen Empfehlung er schon 1768 als Konzipist in den Staatsrat übernommen wurde. Im Oktober 1785, nach Versetzung des Hofrats Joseph von Koller zur böhmisch-österreichischen Hofkanzlei, erhielt Vogel dessen Stelle als Direktor der Staatsratskanzlei und wurde am 24. Juni 1796, nach der Reform des Staatsrats nach dem Regierungsantritt des Kaisers Franz II. 1790, zum Staatsrat für die inneren Angelegenheiten ernannt. 
Schon 1777 war er seiner Verdienste wegen in den Adelstand erhoben worden. Die Landstände von Krain, von Görz, Gradisca, von Tirol und vom Breisgau nahmen ihn taxfrei zu ihrem Mitstand auf.
Sein Sohn war der k. k. Hauptmann Johann Edler von Vogel. Seine Tochter Franziska (1788–1855) heiratete den Arzt Dominik von Vivenot. 